# فلم مستقل

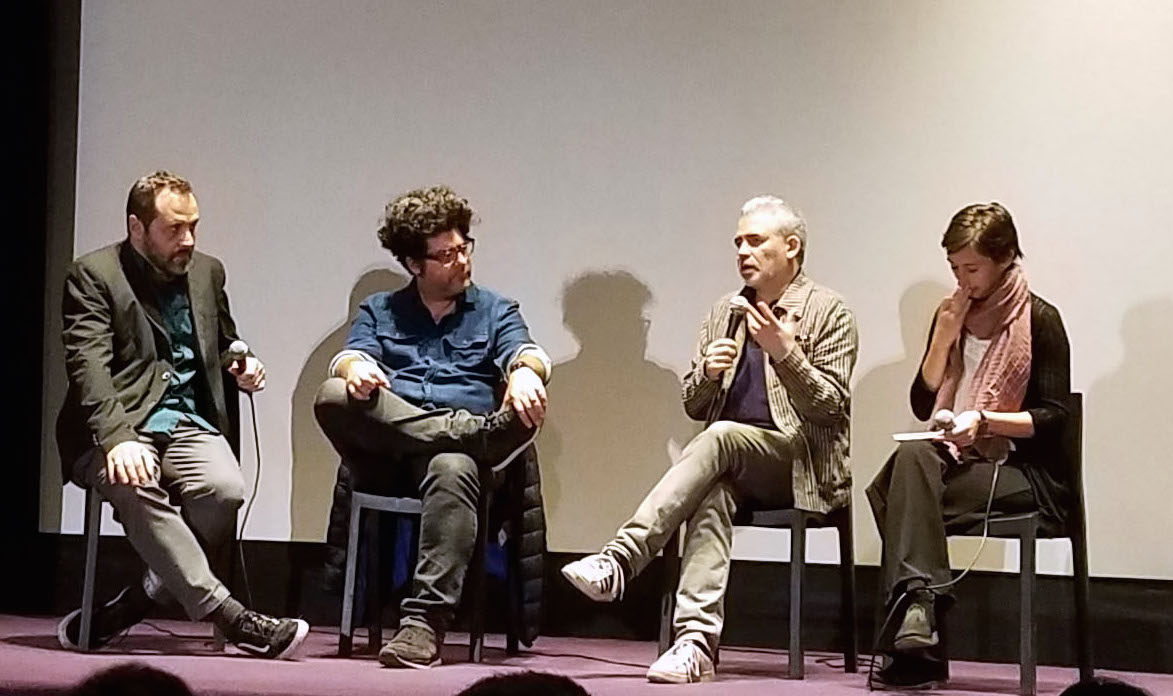

السينما المستقلة هي تسمية أو تعريف للأفلام السينمائية التي يتم إنتاجها خارج منظومة الاستوديوهات، وشركات الإنتاج والتوزيع الكبرى التي تتحكم في هذه الصناعة. تميزت السينما المستقلة في البداية بخروجها عن الخط التجاري الاستهلاكي، كما تميزت بتقديمها محتوى إبداعي أكثر حرية ورقياً، وغالباً ما تكون معبرة بقوة عن آراء المخرجين، الذين يتحركون ويعملون بقرارهم كسينمائيين أصحاب أفكار ورؤى ومواقف إنسانية محددة وقضايا مجتمعية، يحاولون جاهدين المساهمة في طرح حلول لها. هذا التميز قد يخالف القوالب التجارية التقليدية، وضرورات تحقيق الأرباح السريعة والمضمونة، مما يجعلها غير سهلة الوصول للمشاهد لعدم امتلاكها لشركات توزيع وصالات العرض الخاصة بها.
وعلى الرغم من أن السينما المستقلة غالباً ما تنتج بميزانيات صغيرة وبلا نجوم كبار، ولا يسبقها الإعلان الكثيف.. إلا أنها سينما نقيّة وجدت لتسمع العالم خيارات الإنسان الإيجابية وتوفير ثقافة الحياة.

## التاريخ

### مقاومة أديسون ترست
تعود جذور صناعة الأفلام المستقلة إلى السنوات الأولى من تاريخ السينما عموماً حوالي العام 1900م تقريباً.. ففي تلك الفترة كانت شركة "Motion Picture Patents"، والتي تعمل تحت إشراف توماس اديسون تحتكر أو تتحكم في صناعة الأفلام وقد تكونت في العام 1908م من مجموعة من الشركات الكبيرة العاملة في مجال صناعة المعدات والأفلام، وذات الصلة بصناعة السينما وكذلك شركات التوزيع.
وظلت منظومة أديسون هذه تعمل بشراسة لاحتواء كل شركة أو شخص يملك القدرة على التعاطي مع هذه الصناعة المربحة، فامتلكت الاستوديوهات وصالات العرض وأصبحت هي الصانع الحقيقي للفيلم. مما جعل من المخرجين منفذين فقط لتعليمات المنتج والأستوديو، الأمر الذي أدى لطمس قيمة المخرج تحت شروط إنتاجية، تحول بسببها إلى مجرد مؤدٍ للأدوار المطلوبة منه دون أن يُمنح مساحة كافية للخلق والإبداع. ورغبة في التخلص من قبضة شركة «اديسون ترست» (Edison Trust) في منطقة نيويورك، اتجه بعض المستثمرين إلى هوليوود وشيدوا استوديوهات الإنتاج السينمائي في ضواحي لوس انجلوس في كاليفورنيا، لجوها المناسب للتصوير ومناظرها المتنوعة.

### نظام الاستوديو يحل محل أديسون ترست
في بداية العام 1910م أرسلت شركة (Biograph) المخرج د. و. غريفيث للساحل الغربي لأمريكا مع تجهيزات التصوير وطاقم ممثلين منهم - بلانش سويت، ليليان جيش، ماري بيكفورد، ليونيل باريمور وآخرين.. وبدأوا عملهم في منطقة خالية من مدينة لوس انجلوس بعد أن قامت شركة Biograph باستطلاع واستكشاف عدة مناطق. وعلى بعد بضعة أميال شمال هوليوود استقبلتهم قرية مضيافة استجابت لسحر التصوير السينمائي في ربوعها.
هناك صور المخرج غريفيث أول فيلم من هوليوود وكان باسم «In Old California»، وقد كان فيلماً مليودرامياً عن كاليفورنيا في العام 1800م حين كانت تتبع لمكسيكو. قضت شركة Biograph قرابة الشهر في تلك المنطقة وصنعت عدة أفلام قبل أن ترجع إلى نيويورك ظافرة.
قبل ذلك وفي بداية العام 1900 وأثناء سطوة «اديسون ترست» وجد الكثير من المهاجرين اليهود فرصاً للعمل في استوديوهات صناعة السينما الأمريكية التابعة لـ «اديسون ترست»، كما سجلوا حضوراً فيما يمكن تسميته باستحداث مجال جديد في العمل داخل حقل صناعة السينما، وذلك بإنشاء دور للعرض السينمائي - مغلقة - باسم «نيكيلوديانس».
وفي بضع سنوات أصبح هؤلاء المستثمرين الطموحين من أمثال صمويل جولدوين وكارل لاميل وأدولف زكور، ولويس ماير والأخوان وارنر «هاري/ البرت/ صمويل/ جاك»، ملتحمين تماماً مع عملية الإنتاج السينمائي. وبعد سماعهم نبأ نجاح شركة «Biograph» في منطقة هوليوود، سارع معظم صانعو الأفلام إلى الغرب وكان ذلك في العام 1913م، كما أن أحد أهم أسباب ارتحالهم هذا كان نتيجة للهروب من الرسوم الباهظة التي كانت تفرضها عليهم «اديسون ترست».
بعدها كان لهم ما أرادوا من تحقيق أحلامهم بعد أن أصبحوا قادة لصناعة السينما في هوليوود. ونتج عن ذلك تأسيس نظم جديدة للإنتاج السينمائي ومن ثم التوزيع والعرض، مستقلة تماماً عن «اديسون ترست» في نيويورك، وفتحت هذه الاستوديوهات آفاقاً جديدة في صناعة السينما في الولايات المتحدة الأمريكية، وبالتالي حل احتكار القلة في هوليوود محل الاحتكار المطلق لاديسون ترست.
داخل هذا النظام الجديد الذي نشأ في هوليوود حدثت بعض الترتيبات فيما يخص الشركات العاملة في مجال صناعة الأفلام، تاركة حيزاً ضيقاً لأي دخول لشركات جديدة في تلك المنطقة، ومن ملامح تلك الترتيبات عمل سجل بأسماء الشركات حسب حجمها في هذه الصناعة، وقد تصدرت خمس استوديوهات تلك القائمة أو السجل وهي: MGM - Paramont Pictures - Walt Disney Pictores - Warner Bros - Twentieth Centuty Fox.
وتحتها جاءت Universal Studios - United Artists - Sony Pictures 0 Alliance Atlantis - Columbia Pictures
وأخيراً صف الشركات الفقيرة وفي ذيل القائمة جاءت مجموعة الأستوديوهات الفقيرة، والتي جاهدت للمحافظة على استقلاليتها في الإنتاج سائرة على نفس نهج الاستوديوهات الضخمة.. مع فارق أسلوب التمويل.. وتسمية الصف الفقير مصطلح كأنما استخدم لتحفيز هذه الاستوديوهات حتى تكافح من أجل الصعود إلى أعلى معتمدة على جودة ما تقدمه من إنتاج سينمائي.. وقد وفقت بعض الاستوديوهات الفقيرة في ذلك وأخفقت بعضها، واختفت من الوجود لتظهر مكانها شركات واستوديوهات أخرى تبدأ من صف الاستوديوهات الفقيرة.. وكان ذلك مظهر هوليوودي معروف في تلك الفترة.

## روابط ذات صلة
- سينما الموبايل